# غابرييل فونتانا
غابرييل فونتانا (بالألمانية: Gabriele Fontana)‏ هي مغنية أوبرا ومغنية نمساوية، ولدت في 11 فبراير 1957 في إنسبروك في النمسا.

## وصلات خارجية
- غابرييل فونتانا على موقع ميوزك برينز (الإنجليزية)
- غابرييل فونتانا على موقع أول ميوزيك (الإنجليزية)
- غابرييل فونتانا على موقع ديسكوغز (الإنجليزية)